# Le Parc
Le Parc è un album studio pubblicato nel maggio 1985 dal gruppo tedesco di musica elettronica, i Tangerine Dream.

## L'album
I brani dell'album prendono ispirazione da i parchi più famosi nel mondo.
Le Parc è stato l'ultimo lavoro in studio pubblicato ufficialmente con la formazione Froese-Franke-Schmoelling; quest'ultimo, infatti, abbandonò il gruppo nell'ottobre dell'85. L'album contiene L.A. Streethawk, brano usato nell'omonima serie televisiva.

## Tracce
1. Bois de Boulogne (Paris) – 5:30
2. Central Park (New York) – 3:43
3. Gaudi Park (Guell Garden Barcelona) – 5:17
4. Tiergarten (Berlin) – 3:23
5. Zen Garden (Ryoanji Temple Kyoto) – 4:33
6. Le Parc (L. A. Streethawk) – 3:26
7. Hyde Park (London) – 3:55
8. The Cliffs of Sydney (Sydney) – 5:45
9. Yellowstone Park (Rocky Mountains) – 6:12

## Formazione e riconoscimenti
- Edgar Froese: sintetizzatori, tastiere, chitarra elettrica.
- Christopher Franke: sintetizzatori, tastiere, drum machine.
- Johannes Schmoelling: sintetizzatori, tastiere.
- Clare Torry– voce su Yellowstone Park.
- Katja Brauneis– voce su Zen Garden.
- Robert Kastler– tromba on Bois de Boulogne.
- Christian Gstettner– Computer programming.
- Steffan Hartmann– Computer programming.
- Monica Froese– Disegno di copertina.

## Fonte
- http://www.voices-in-the-net.de/le_parc.htm